# Ljustjärnen (Lycksele socken, Lappland)
Ljustjärnen är en sjö i Lycksele kommun i Lappland och ingår i Umeälvens huvudavrinningsområde.